# Unión de Centro Centro
L'Unión de Centro Centro (dallo spagnolo: Unione di Centro Centro) fu un partito politico cileno di orientamento liberal-conservatore operativo dal 1990 al 2002.

## Storia
Il partito fu fondato nel 1990 da Francisco Javier Errázuriz Talavera, già candidatosi alle elezioni presidenziali del 1989 col sostegno dello schieramento «Liberal-Socialista Chileno» (formato da liberali e socialisti moderati) e che aveva ottenuto il 15,43% dei voti.
In occasione delle elezioni generali del 1993 la nuova formazione politica concorse nell'Unione per il Progresso del Cile (coalizione di centro-destra comprendente anche Rinnovamento Nazionale, Unione Democratica Indipendente, Partido del Sur e Partito Nazionale), riuscendo ad eleggere due deputati e un senatore.
Nel 1994 si fuse col Partito Nazionale per formare l'Unión de Centro Centro Progresista (UCCP).
In vista delle elezioni parlamentari del 1997 il partito abbandonò la coalizione di centro-destra e siglò un accordo con l'Unione del Centro Liberale (Unión de Centro Liberal), costituitasi nel 1995: nacque così l'alleanza Chile 2000, nel cui ambito l'UCCP ottenne due deputati. Nel 1998 le due forze politiche si fusero definitivamente e il soggetto unitario riprese il nome di Unión de Centro Centro.
Alle elezioni presidenziali del 1999 il partito sostenne al primo turno la candidatura di Arturo Frei Bolívar, che raccolse lo 0,38% dei voti, mentre al ballottaggio si aprì una grave crisi interna: una parte, guidata da Alejandro García-Huidobro, intendeva sostenere il candidato conservatore Joaquín Lavín; la componente che faceva capo a Errázuriz intendeva invece appoggiare il progressista Ricardo Lagos. I contrasti portarono alla scissione della corrente di destra del partito, i cui esponenti aderirono all'Unione Democratica Indipendente.
Dopo la mancata partecipazione alle elezioni parlamentari del 2001, il partito si avviò ad un rapido declino, sancendo il proprio scioglimento nel 2002.

## Loghi

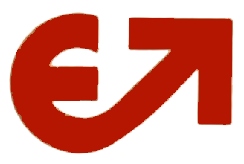
Logo della coalizione Liberal-Socialista Chileno
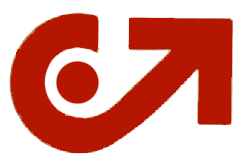
Logo dell'Unión de Centro Centro
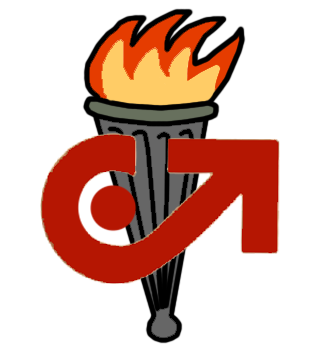
Logo della coalizione Chile 2000

## Risultati
| Elezione          | Elezione | Voti    | %    | Seggi   |
| ----------------- | -------- | ------- | ---- | ------- |
| Parlamentari 1993 | Camera   | 216.639 | 3,21 | 2 / 120 |
| Parlamentari 1993 | Senato   | 46.455  | 2,48 | 1 / 18  |
| Parlamentari 1997 | Camera   | 68.822  | 1,19 | 2 / 120 |
| Parlamentari 1997 | Senato   | 18.023  | 0,43 | 0 / 20  |